# 強訴
強訴是指日本平安時代中期以後，寺廟神社憑藉其宗教權威，集體強行向天皇朝廷及/或幕府表达己方的诉求，或江户时代農民請願，要求封建領主減免年稅的行為。

## 寺社的强诉
日本历史上曾有众多寺社为了使朝廷或幕府接受自己的要求，而聚集武装的僧人（僧兵）或神职向朝廷幕府对峙的先例。
并称“南都北嶺”的两座佛寺，奈良的兴福寺和比叡山的延历寺，并经常联合起来进行强诉。两者常常凭借神威：兴福寺用春日大社的神木 （页面存档备份，存于），延历寺则用日吉大社的神舆，将它们运到京都内里，表达自己的要求。